# Convento de San Blas (Lerma)
El convento de San Blas de la localidad de Lerma (provincia de Burgos, Castilla y León, España) está situado en una plaza anexa a la Plaza Ducal, llamada de San Blas. De estilo barroco clasicista, comenzó a construirse a principios del siglo XVII para albergar una comunidad de monjas Dominicas, cuya vida religiosa se prolonga hasta nuestros días. Forma parte del Conjunto Conventual e Histórico de la ciudad de Lerma y es, por tanto, Bien de Interés Cultural. 

## Historia
Emplazado al lado mismo del Palacio Ducal (actual Parador Nacional de Turismo), en su costado meridional, en origen estaba conectado a mismo a través un pasadizo volado de tres arcos; desaparecido en el siglo XIX, pueden verse aún los arranques de los arcos de este pasadizo. El Convento fue mandado construir por Francisco de Sandoval y Rojas, primer duque de Lerma, para acoger una comunidad de monjas dominicas procedente de El Tovar, en Cifuentes, Guadalajara. Convertida al parecer en la fundación conventual lermeña que gozó del mayor favoritismo del duque, la traza de su obra le fue encomendada al arquitecto fray Alberto de la Madre de Dios, ejecutando la obra Damián de Espinosa y Juan de Reoz, quienes lo edificaron entre 1613 y 1617.

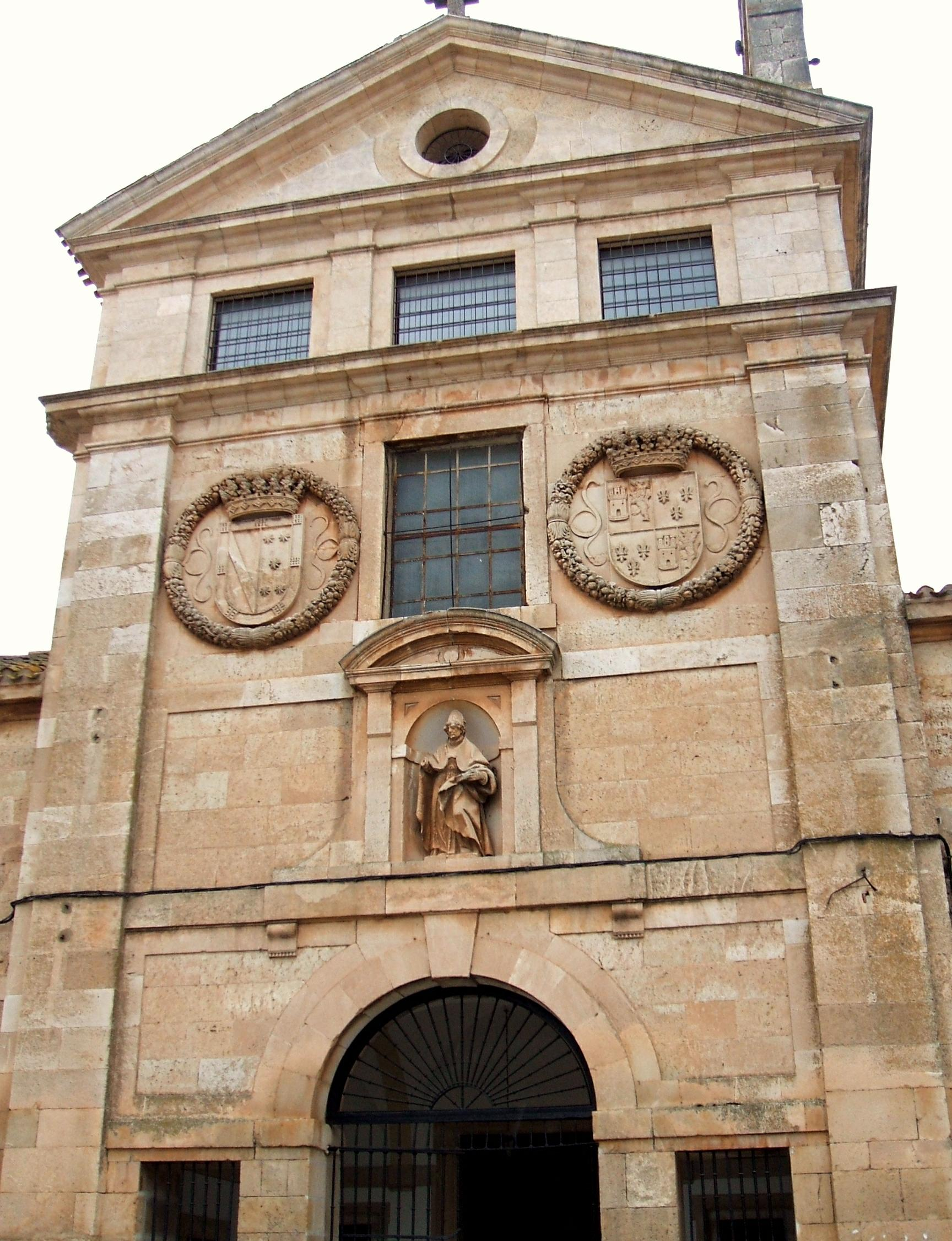
Fachada clasicista

Tratándose de un convento de clausura, únicamente puede conocerse su iglesia, abierta al público y los fieles con motivo de los oficios religiosos.
Por detrás de la iglesia, en la clausura, bajo una amplia bóveda, una estancia de especial atractivo es el Relicario, que reúne múltiples estantes para recoger y exponer las numerosas reliquias aquí veneradas; fue donado a las monjas por el duque. Repartidas por diferentes lugares del Convento se hallan más imágenes y pinturas de valor, destacando algunas de Vicente Carducho. Las salas y habitaciones monacales se distribuyen alrededor de dos claustros; de ellos, el principal, denominado claustro alto, es un sobrio y elegante ejemplo del barroco clasicista post-herreriano.

## Iglesia

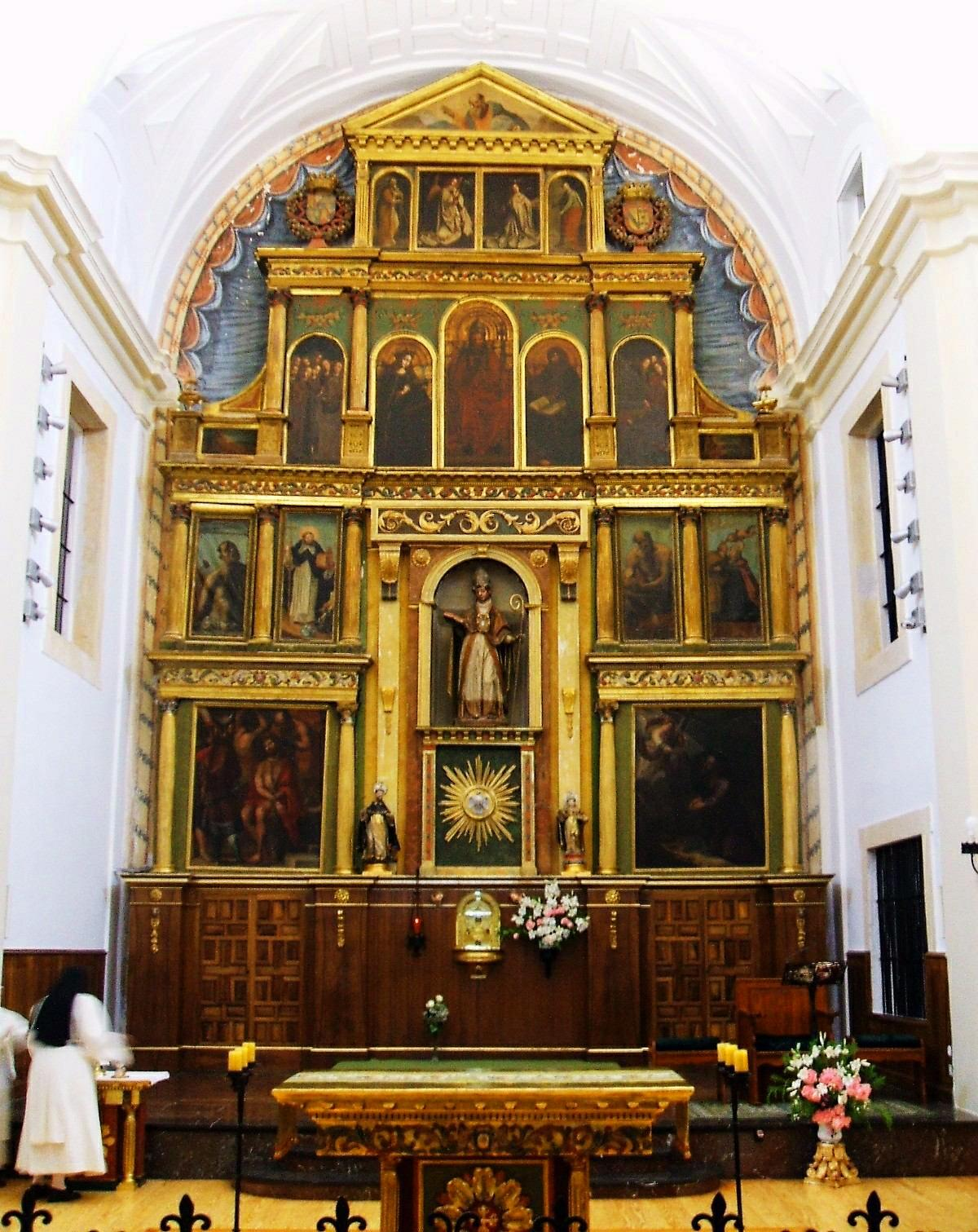
Retablo mayor protobarroco

De su monumentalidad externa, destaca la fachada de la iglesia, sobria, aunque esbelta, de un estilo renacentista muy neoclásico. Consta de cuatro cuerpos. En el inferior se abre una puerta en arco de medio punto entre dos vanos adintelados enrejados, como la propia puerta. El segundo está ocupado por una hornacina con escultura enmarcada por pilastras toscanas y frontón de rosca circular. El tercer cuerpo muestra un gran ventanal central limitado por dos grandes blasones orlados por coronas vegetales circulares. Por último, en el cuerpo superior se abren tres ventanas a modo de miradores que anteriormente estaban cubiertos por celosías de clausura pero que hoy aparecen enrejados, más, en la cúspide, un frontón triangular que define el tejado a dos aguas con óculo en el tímpano. Hay que añadir la airosa espadaña de dos campaniles, elevada sobre el alero del lado derecho.
El interior de la iglesia sorprende por su amplitud y luminosidad. La planta consiste en una sola nave y crucero con cúpula de media naranja y linterna apoyadas sobre pechinas. La cabecera está íntegramente cubierta por el retablo mayor, mueble protobarroco, rígidamente clasicista, de mazonería dorada con cuatro cuerpos de anchura descendente y traza más arquitectónica que escultórica. Fue concebido por Juan Gómez de Mora, que aprovechó algunas piezas de un retablo anterior. Sus nichos reúnen quince buenas tablas, las cuales rodean al santo titular, San Blas, en talla del siglo XVII, con las reliquias del santo en el pecho y colocada en su hornacina en la calle central, así como dos tallas menores de la Virgen y San Roque posadas sobre el banco. De estas pinturas destacan las de los cuerpos superiores, traídas de Flandes, siendo las restantes obras del pintor del duque de Lerma, Pedro Antonio Vidal. En el crucero se ubican un Cristo Crucificado de la Escuela Castellana de Gregorio Fernández del siglo XVII y la Virgen del Rosario, ambos de gran belleza y calidad artística. El templo posee también un órgano realizado por el maestro organista Diego Quijano en 1614.